# اندرو لیپاتز
اندرو لیپاتز (انگلیسی: Andrew-Lee Potts؛ زادهٔ ۲۹ اکتبر ۱۹۷۹) یک هنرپیشه، و کارگردان اهل بریتانیا است.
از فیلم‌ها یا برنامه‌های تلویزیونی که وی در آن نقش داشته است، می‌توان به محاکمه و مجازات، ماهی مرده، پناهگاه و دوران کهن اشاره کرد.

## ازدواج
وی در ۲۰ اوت ۲۰۱۴ با خواننده‌ای به نام ماریاما گودمن ازدواج کرد.